# پیتر اش
پیتر اَش (انگلیسی: Peter Ash؛ ‏ ۴ فوریهٔ ۱۹۸۵ – ) بازیگر اهل بریتانیا بود.
 وی از سال ۲۰۰۲ میلادی تاکنون مشغول فعالیت بوده‌است.
او پسر عموی ویلیام اش است. 